# El Tambo, Cauca
El Tambo là một khu tự quản thuộc tỉnh Cauca, Colombia. Thủ phủ của khu tự quản El Tambo đóng tại El Tambo Khu tự quản El Tambo có diện tích 3280 ki lô mét vuông. Đến thời điểm ngày 28 tháng 5 năm 2005, khu tự quản El Tambo có dân số 38073 người.